# 蒼藍鴿
蒼藍鴿（1991年8月10日—），本名吳其穎，臺灣小兒科醫師、YouTuber、作家，出生於臺中市，畢業於國立臺灣大學醫學系，目前為蒼嵐健康美學診所院長、蘋果樹北大聯合診所醫師。在加入蘋果樹北大聯合診所之前，蒼藍鴿任職於國立臺灣大學醫學院附設醫院擔任總醫師。

## 相關事件

### 回應愛莉莎莎分享資訊爭議
2021年1月1日，蒼藍鴿發布了一段影片回應YouTuber愛莉莎莎拍攝喝下橄欖油混合液用來排出體內膽結石的影片，表示不支持愛莉莎莎的做法。影片發布後許多網友在各社群呼籲檢舉她的影片下架，不希望有人再被誤導。
2月12日，愛莉莎莎本人反擊蒼藍鴿說法，引起關注，其他麻醉醫師也回應愛莉莎莎介紹的「肝膽排石法」原作者安德烈·莫瑞茲早已於2012年過世，「死因據說是因為瓣膜遭黴菌侵害，但因拒絕手術治療，合併本身有心律不整問題，最後心衰竭」，而他生前的言論也有很大的爭議。
2月14日，愛莉莎莎本人向社會大眾和蒼藍鴿道歉，蒼藍鴿2月21日也釋出影片回應，並捐出1萬元給肝膽疾病防治基金會，對於引用愛莉莎莎影片卻沒有知會，對愛莉莎莎道歉，並希望議題到此結束，別再謾罵攻擊對方。愛莉莎莎也留言回應並再次道歉，僅管道歉影片未提到蒼藍鴿，但是依舊表示會將肝膽排石相關影片的盈利捐給肝膽疾病防治基金會。

### 感情史
2024年1月7日，與台大小兒科許醫師在萬豪酒店舉辦婚宴。

## 著作
| 书名                                                     | 作者   | 出版社 | 出版时间      | 页数  | ISBN               |
| -------------------------------------------------------- | ------ | ------ | ------------- | ----- | ------------------ |
| 《蒼藍鴿醫師告訴你：90％攸關性命的醫學常識，沒有人教！》 | 吳其穎 | 原水   | 2020年7月16日 | 256頁 | ISBN 9789869692212 |

## 外部連結
- LBRY/Odysee上的蒼藍鴿的醫學天地頻道
- YouTube上的蒼藍鴿頻道 （繁體中文）
- 蒼藍鴿的Instagram帳戶 （繁體中文）